# Krwawy koszmar
Krwawy koszmar (tytuł oryg. Sleepover Nightmare) – amerykański film fabularny (horror) z 2005 roku. Film nie był przeznaczony do kin; od razu wszedł do obiegu video.

## Opis fabuły
Podczas pewnego przyjęcia, dziewczyna Rona zdradziła go z jego najlepszym przyjacielem. W przypływie furii, Ron zabił ich oboje. Po siedmiu latach Ron ucieka z zakładu psychiatrycznego. Gdy złe wspomnienia powracają, zaczyna mordować niewinnych ludzi bawiących się nad jeziorem. O świcie tylko Karli i Harry zostają przy życiu. Jedyną ucieczką jest zabicie szaleńca...